# Hafenbahn des Kantons Basel-Landschaft
Die Hafenbahn des Kantons Basel-Landschaft (HBL) war ein konzessioniertes schweizerisches Eisenbahnunternehmen, welches als normalspurige Güterbahn die Rheinhäfen des Kantons Basel-Landschaft an das Netz der SBB anschloss.
Im Dezember 2010 wurde die Hafenbahn Schweiz (HBSAG) gegründet, welche per Anfang 2011 die beiden kantonalen Hafenbahnen von Baselland und Basel-Stadt übernahm.
Die Hafenbahn verbindet den Rheinhafen Birsfelden und den Auhafen Muttenz mit dem 
Rangierbahnhof Basel bei Muttenz. Das Unternehmen war für eine sichere Infrastruktur sowie für einen reibungslosen Betrieb auf seinen Strecken verantwortlich. Mit der Betriebsführung war SBB Infrastruktur beauftragt.
Die Hafenbahn wurde 1940 gegründet. Sie besass keine eigenen Fahrzeuge.